# 陈塘湍蛙
陈塘湍蛙（学名：Amolops pallasitatus），一种于中华人民共和国西藏自治区定结县陈塘镇发现的两栖动物，隶属于蛙科湍蛙属。

## 形态特征
陈塘湍蛙体型中等，雌蛙体长70.6～72.3毫米。身体背面呈草绿色，散布不规则的深褐色斑块；四肢有深褐色横纹；身体腹面浅黄色。